# جیمز آدامز (بازیکن فوتبال، زاده ۱۹۰۸)
جیمز آدامز (انگلیسی: James Adams; ۴ ژانویهٔ ۱۹۰۸ – ۱۸ اوت ۱۹۷۹) بازیکن فوتبال اهل بریتانیا بود.
از باشگاه‌هایی که در آن بازی کرده‌است می‌توان به باشگاه فوتبال وست برومویچ آلبیون اشاره کرد.